# 蒲焼

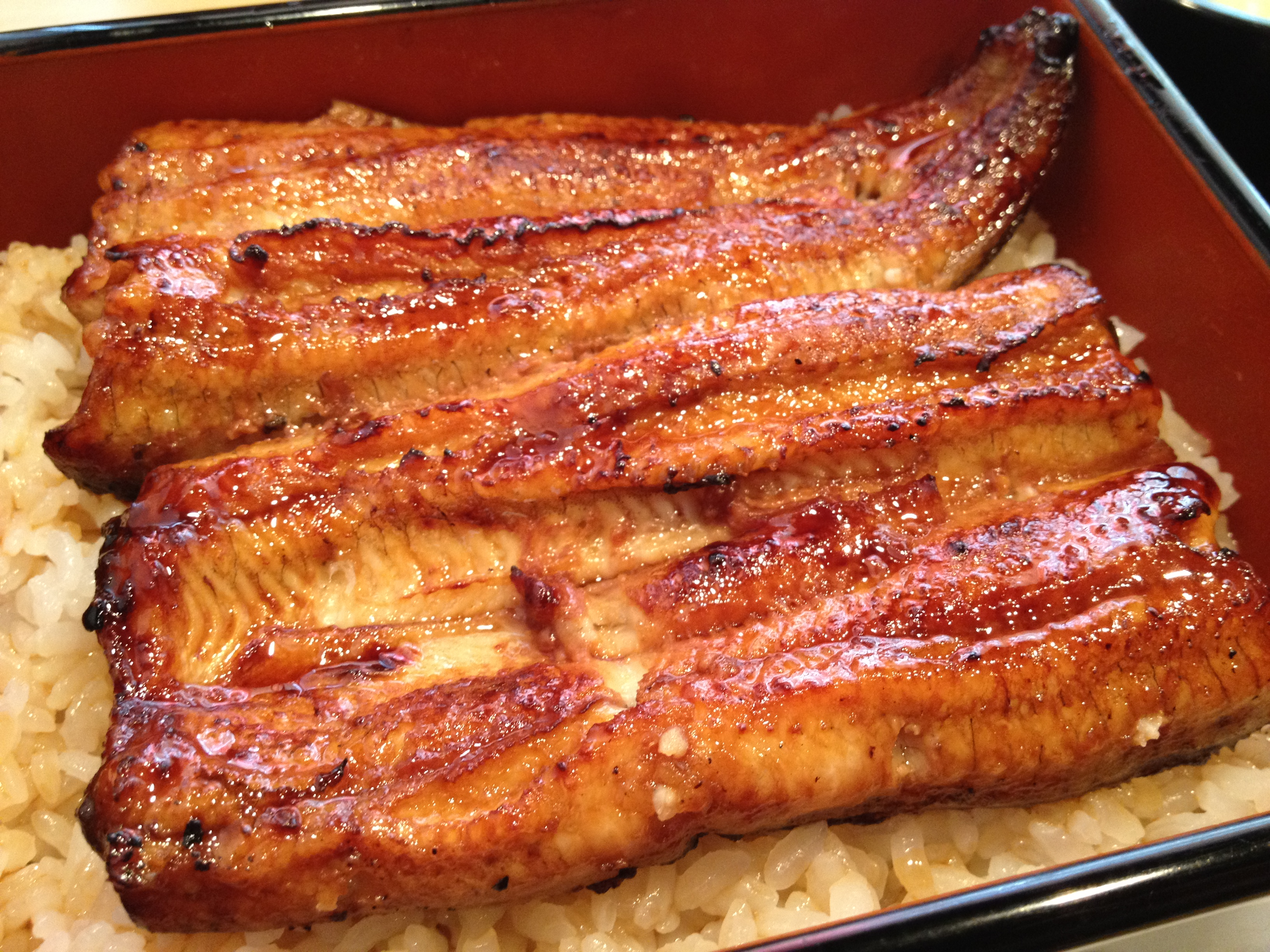
ウナギの蒲焼

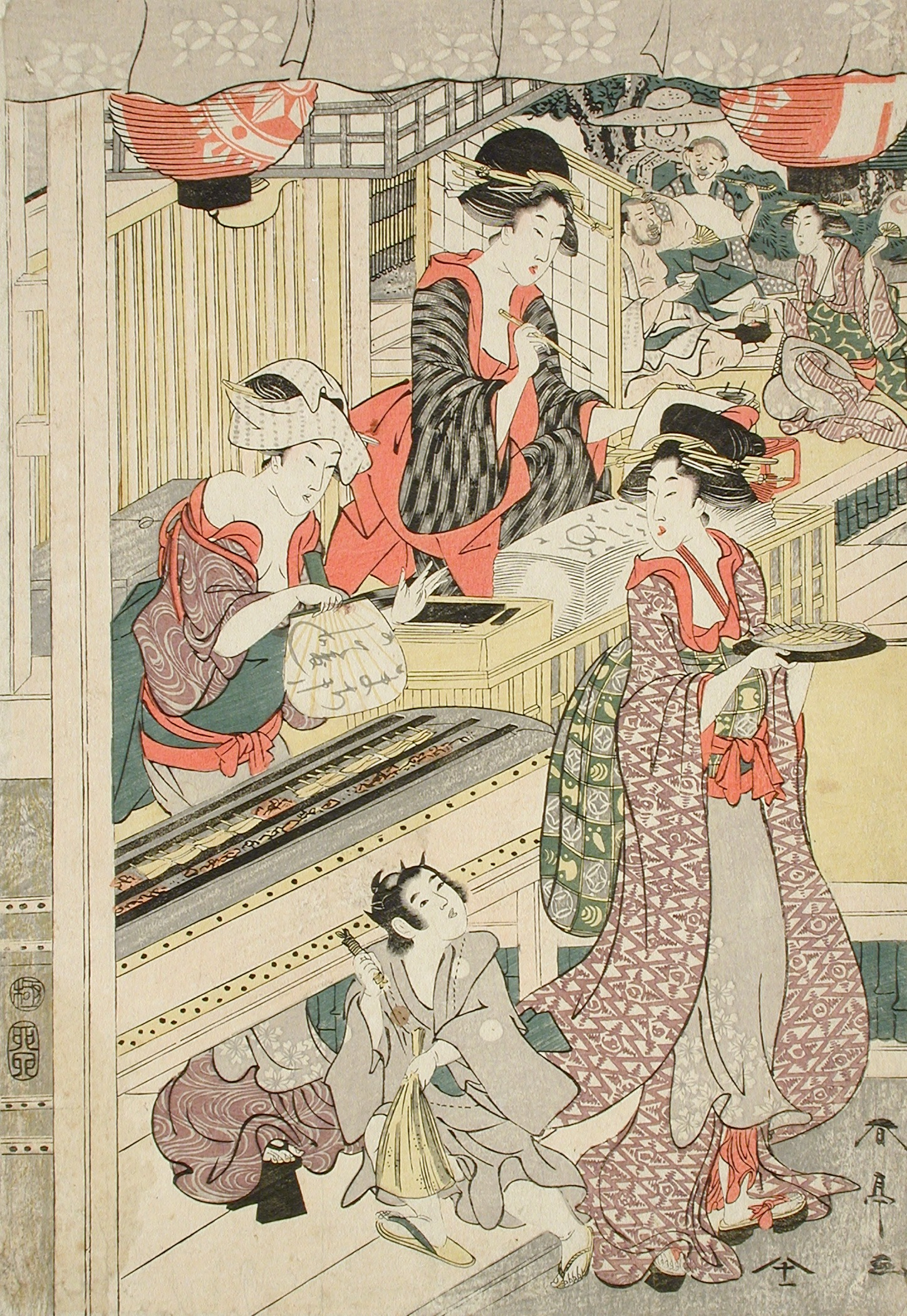
勝川春亭による錦絵「江戸大かばやき」の一部。1804-1810年頃の作

蒲焼（蒲焼き、樺焼、椛焼、かばやき）は、身の長い魚を開いて中骨を取り除き、串を打った上で、素焼きしてから濃口醤油、みりん、砂糖、酒などを混ぜ合わせた濃厚なたれをつけて焼く魚料理。照り焼きの1種である。
江戸料理の1つであり、江戸の伝統的な郷土料理でもある。
また、同様の工程を取らずに同様の風味や外見がある蒲焼風の物をも称す（鶏肉をローストした鶏蒲焼など）。

## 概要
一般に「蒲焼」といえば「ウナギの蒲焼」を指すことが多いが、サンマやイワシ、ニシンの蒲焼きの缶詰も普及している。一方、高度成長期以前はナマズの蒲焼も多く食されたとされる。他の食材としては、ハモ、アナゴ、ドジョウ、ムツゴロウ、カワヤツメなどが使われる。変わり種としては、ナスやゆば、蛇類などがある。
ウナギの蒲焼は、江戸時代以前から存在したが、現在の蒲焼とは異なり、ウナギをぶつ切りにし、串刺しにして焼き、味噌や塩をかけて食べた（一説にその形がガマの穂に似ているため、「蒲（ガマ）焼き」と呼ばれるようになり、それが次第に訛り、「蒲焼」と呼ばれるに至った、とされる。詳細は「蒲焼＃語源」参照）。
なお、蒲焼にすることが多いウナギやアナゴなどを、たれをつけないで焼いた料理を白焼という。

## 語源
「蒲焼」の語源については諸説ある。
蒲の穂
以前は（ウナギを捌かずそのまま）串刺しする調理法であり、それが蒲の穂に似ていたからこの名がついたとする説がある。昔は丸のまま縦に串刺しにして醤油と酒で調味し焼いて調理されていたことは、『大草家料理書』等に記されている。
蒲の穂説をとる江戸期の書物には、橘守部『俗語考』、喜田川守貞『守貞謾稿』、久松祐之『近世事物考』が挙げられる。
はじめ「蒲鉾焼（）」と名付けられたもの略形である、または「がま焼」か「かま焼」からさらに転訛した、とも解説される。
樺の木（）
異説に、焼いた時の色や形状が樺（カバノキ）の皮に似ているからその名がついたという仮説がある。これは江戸期の山東京伝『骨董集』、黒川道祐（『雍州府志』）、菊岡沾涼（『本朝世事談綺』）らの文献でも提唱されている。
その他
焼いている香りが早く伝わることからついた「香疾焼」（かばやき）に由来するという説もある。

## ウナギの蒲焼

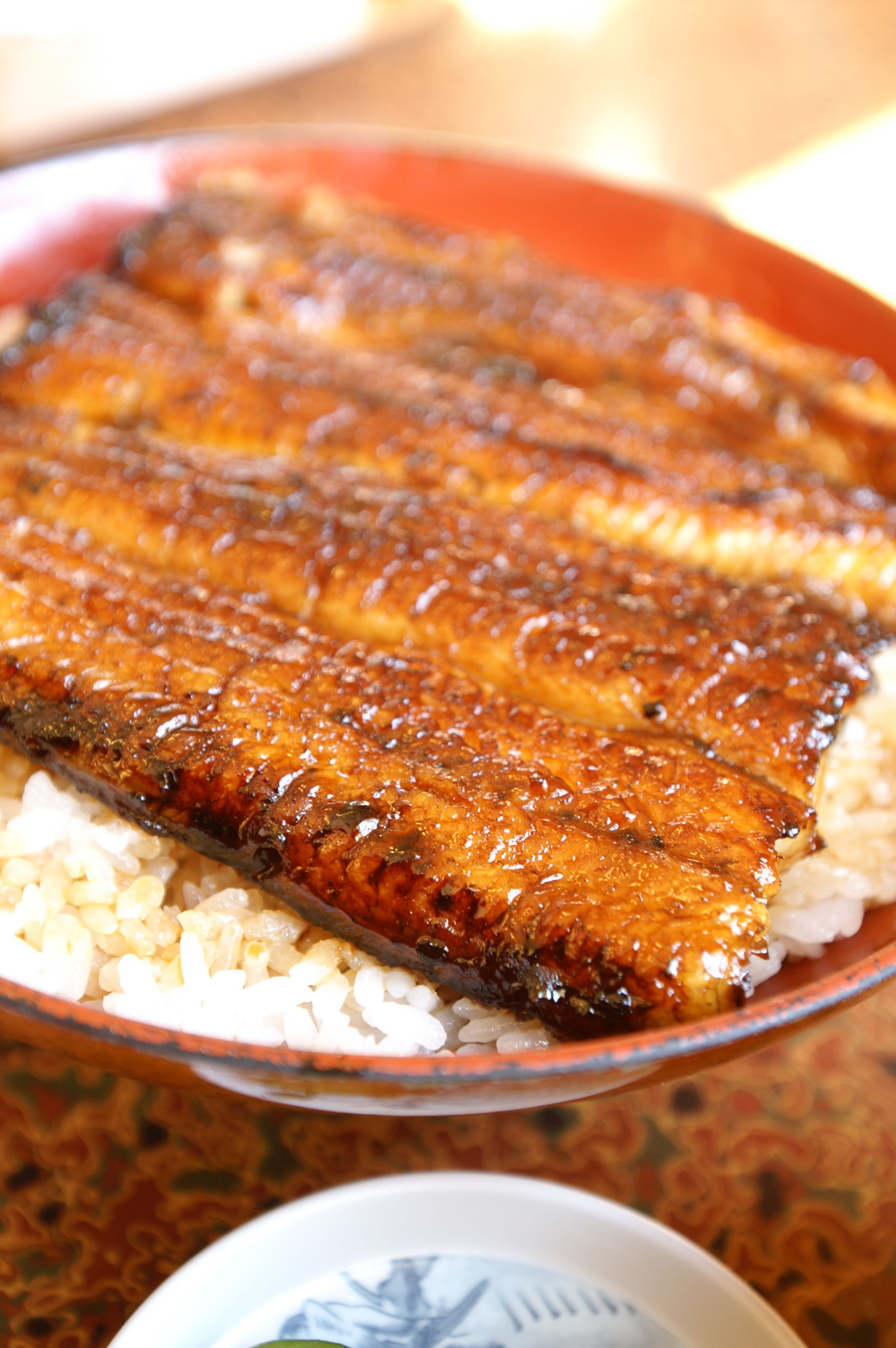
うなぎの蒲焼を使用する鰻丼

ウナギの蒲焼は単に「蒲焼」と呼ばれることも多い。ウナギの多くは蒲焼として調理されている。
蒲焼に使う「たれ」は醤油とみりんなどで作られ、「半助（頭の部分）」を焼いて入れる店もある。うなぎの脂や身の汁などがタレに混ざり込んで徐々に風味が良くなることからつぎ足しながら使う店が多い。

### 串打ち三年割き八年焼き一生
「串打ち三年、割き五年（または八年）、焼き一生」と言われるように、最適な焼きは難しく、この技量は長い修業によって得られるものとされている。
さばき方と焼き方など調理法は日本の各地域や店舗で大きく異なっている（後述を参照）。ウナギを扱う店舗では専用の包丁であるうなぎ裂きが用いられることも多いが、地域により江戸裂、名古屋裂、京都裂、大阪裂など包丁の形状も大きく異なっている。ウナギの蒲焼を焼く際には、細長いことから、開いた鰻に竹串などを予め打っておき横長の焼き台（串焼器）を用いて焼き上げることが多い。調理法の詳細については#調理法を参照。
ウナギをさばいて焼き上げるまで長い時間がかかり、そのために客は蒲焼が出来上がるまでお新香をつまみながら酒を飲み待つスタイルがある（古典的なスタイルだが現在でも行われている）。
この蒲焼を提供する専門店もあり、長く営業をしている老舗店も多い。

### 歴史
日本人の食文化にウナギが登場したのは新石器時代頃である。その時代の遺跡から発見された魚の骨の中にウナギのものも含まれており、先史時代からウナギが食べられていたとされるが、調理方法は定かではない。
文献の記録としては713年（和銅6年）に書かれた『風土記』の記載が最初である。
759年（天平宝字3年）の『万葉集』の中には、大伴家持による和歌が2首収められている。
石麻呂尓吾物申夏痩尓吉跡云物曽武奈伎取喫

石麻呂に吾（あれ）もの申す夏やせによしといふ物そむなぎ取り食（め）せ

（石麻呂に私はこう言った。夏痩せにはウナギがいいらしいから、獲ってきて食べたらよい）

痩々母生有者将在乎波多也波多武奈伎乎漁取跡河尓流勿

痩す痩すも生けらば在らむをはたやはたむなぎを捕ると川に流るな

（痩せても生きていられればよい。ウナギを獲りに行って、川に流されるな）

これは、当時から夏痩せ対策にウナギを食していたことを示しているが、同時に美味しい食べ物としての位置づけではなかったことも示されている。当時の調理法がどのようなものかは記録がない。
1399年（応永6年）に書かれた『鈴鹿家記』に初めて「蒲焼」という言葉が登場し、調理法も記載されているが、それは現在と異なるものだった。蒲焼が登場する以前のうなぎの食べ方は、ぶつ切りにしたウナギ、あるいは小さめのウナギを丸々一匹串に刺し、焼いて味噌や酢をつけるというものだった。1661年（万治4年・寛文元年）頃に浅井了意により書かれた『東海道名所記』の中には、鰻島が原（現在の静岡県沼津市原）付近を描いた挿絵に、大皿に盛られたウナギの串刺しが描かれている。
尚、江戸開発時の干拓によって出来た泥炭湿地に住み着いた鰻を労働者の食べ物としたことが始まりという説もある。発祥当時は前述通り、蒲の穂のようなぶつ切りを串に刺して焼いただけであり、そばと同様に安い屋台料理であった。
徳川家康時代に江戸湾の干拓によって多くの湿地が出来てウナギが住み着いた結果、労働者の食事（雑魚）として串に刺して蕎麦などと同様に屋台による立ち食いの簡単に提供される安価な軽食として食べられていた。ウナギを割いて骨を取り除き、串を打つという現在につながる調理方法は1700年頃に登場したが、味付けにはまだ味噌や酢を用いていた。下総国野田（現在の千葉県野田市）と銚子（現在の千葉県銚子市）で造られる関東醤油（濃口醤油）の普及にあわせ、醤油を使った蒲焼も登場した。タレの登場以前からウナギは食されていたが、調理法は塩焼きや味噌焼きであった。醤油を使った調理法で「醤油の掛け焼き」というものがあったが、その調理法ではウナギから染み出る脂のために醤油が弾かれてしまい、中まで味を染み込ませることができない。蒲焼の誕生には、醤油・みりん・酒・砂糖などの甘み調味料の普及と同時に、生きたウナギをさばく技術がなければ完成しなかったといわれている。
タレを使って蒲焼にするウナギは庶民に広がって江戸料理となったが、手間が掛かるものであり、
鰻屋でせかすのは野暮
蒲焼が出てくるまでは新香で酒を飲む
などと言われるほどになった。
江戸に限らず全国でもウナギは収穫されたため、どこでも食べられた。1670年代に書かれた現在のガイドブックに当たる「東海道名所記」には、原宿と吉原宿の間にあった新田という場所がウナギの蒲焼の名所として挿絵入りで紹介されている。ウナギは皮が厚く、味がなかなか染みこまないという特性があったため、各地で調理法が試行錯誤された。関西ではウナギを腹から割き、骨を取り、串を打ち、焼いて醤油と酒のたれをつける手法が開発され、江戸でも採用されるに至った。
江戸中期には現代に受け継がれる江戸前の蒲焼が誕生する。江戸前寿司の誕生は江戸後期であり、当時「江戸前」といえばウナギの蒲焼を意味した。関東風の濃い口の醤油とみりんが特徴であった。割き方も関西では腹開きだが、江戸では背開きにした。これは江戸は武士の町であるため切腹を嫌ったものとも言われているが、腹開きが普通であった他の魚よりウナギは背開きの方が調理がしやすかったからではないかなど諸説ある。江戸では辻売りの屋台でよく、調理し焼いて売られた。ひと串16文（現在の価値で約320円）くらいであり、そば一杯とほぼ同価格であった。湿地を埋めて水路を張り巡らせて造った当時の江戸ではこの低価格が実現できるほどの大量のウナギの収穫があった。なおかつ、高カロリーで高タンパクなウナギは、肉体労働者の多い江戸では手軽な屋台売りのファストフードとして最適であった。江戸っ子は江戸前のウナギのおいしさに誇りを持っており、江戸前以外は「旅鰻」と呼んで格下に扱っていた。江戸後期には、屋台だけではなく店舗型の高級店でも扱われ始め、うな丼も登場。値段は200文（約4000円）であった。
1700年頃に出された『江戸名所百人一首』の絵札に深川八幡社と鰻売りの露天が描かれており、絵には露天の行燈に名物の大かばやきと記されている。
1723年（享保8年）出版の山岡元隣著『増補食物和歌本草』の中に、焼いたウナギは山椒味噌や醤油で食べることを勧める内容が記されている。ただし、この時点では現在のようにタレを付けて焼く調理法ではなかったとされる。
1728年（享保13年）に出版された『料理網目調味抄』の中に、醤油や酒を使ったものが記されており、味は現在の味に近かったとされている。1800年（寛政12年）に出版された『万宝料理秘密箱』の中にも醤油や酒を使ったものが見受けられ、タレを使った蒲焼の作り方が確立されたのは江戸時代中期以降とされている。
1750年頃には、露天の鰻屋は江戸の江東区深川付近でも数軒が営業していた。元禄の頃には江戸で鰻屋の商いが始まっていたとされ、文化・文政の頃に現代の和食が完成し、ウナギ・天ぷら・寿司などが大衆に流行した。その流行は、「江戸前大蒲焼番付」という蒲焼屋を紹介する本が発売されるほどであった。
1760年（宝暦10年）の『評万句合』という川柳には
江戸前に のたをうたせる 女あり
という句があり、ウナギの蒲焼が存在していた。
1800年頃の江戸には関西風の鰻屋も存在した。参勤交代で江戸までお供した職人や料理人がそのまま江戸に定住し、そこで商いを始めたとされる。しかしその後、江戸における関西風の鰻屋は姿を消した。林鴻作著『産毛』の、京都四条河原（現在の京都府京都市下京区と中京区にまたがる四条河原町）付近での夕涼みを描いた絵の中に、露天で行う鰻売りが見受けられる。その掲げる行燈には「鰻さきうり・同かばやき」と記されている。
江戸時代後半には庶民の味覚として定着し、1829年（文政12年）、1832年（天保3年）の『曲亭馬琴日記』には、うなぎの蒲焼の切手（現在の商品券に相当）が流通していたことを示す記述も見られる。
中山道の宿場町、浦和（埼玉県）で町人が旅人に出したのが、今でいうウナギの蒲焼きの発祥とされることもあるが、上記のように江戸時代の様々な記録から異説もある。
スーパーマーケットや通信販売などでもパック詰めにして販売されるようになった。その場合はウナギの開き方の違いによって区別される場合がある（有頭背開き、有頭腹開き、無頭背開き、無頭腹開き）。

### 調理法
蒲焼の作り方は大きく分けると2種類ある。いわゆる「関東風」は背開きにしてまず白焼きにし、蒸してからタレを付けて本焼きするものに対して、「関西風」は腹開きでそのままタレを付けて焼く（関東風と関西風の違いについては後述）。浜松や諏訪湖周辺では、背開きで蒸さない蒲焼が存在する。また、福岡では、焼いてから蒸すことによって柔らかくする「せいろ蒸し」も行われている。
関東風
関東風では、一旦素焼きをしてから15分程度強火で蒸して余分な脂を落し、タレを付けてから再び焼く。蒸すことにより仕上がりが柔らかくなり、脂が抜けるのでさっぱりとした味に仕上がる。
関東風ではウナギを背開きにする。「武士の町である江戸では「腹を切る」ことを忌み嫌ったために背中から切る」とされることが多いが、他の魚は腹開きにすることがほとんどであり、俗説に過ぎない。実際は腹から裂いた場合蒸す過程で外側の身が割れて串から外れてしまうため、外側が厚くなる背開きが適し、また、成長したウナギは背ビレが硬く、背開きによってその背ビレを取り除くためである。また、背開きをしたほうが、技術を要し手間がかかるが、焼きあがった姿が美しくなる。
『巨大都市江戸が和食を作った』（渡辺善治郎著）によれば、ウナギの背開きは文政年間に主流になった。泥臭く脂肪の多い関東ウナギを食べるために、蒸しを加えたので弱くなったので、4本串にしたため切れやすくなり、端の厚くなる背開きにしたという。
北大路魯山人は、『魯山人味道』において、うなぎの焼き方は地方の直焼きと東京の蒸し焼きがあるが、一も二もなく東京の蒸し焼きがよいと述べている。直焼きでは柔らかくなく脂がしつこいので、ご飯の間に挟んで蒸して脂をお米に吸わせる状態で提供されることがある。ヒネコ（2年物）などに蒸しを入れないと、ゴムのような食感となり脂臭い。初めて鰻丼を作ったのは、日本橋葺屋町の「大野屋」とされている。
関西風
関西風では、背開きではなく腹開きとし、素焼きや蒸しを行わない。蒸さないために、脂が多くてそれが焼けた香りがする。

### 食べ方
ウナギの蒲焼は、おかずとして食べたり飯の上に乗せた料理として食べる様式があり、丼飯に載せた鰻飯丼（鰻丼、器が重箱だと鰻重）として食べることが多い。いずれの場合も、山椒の粉を振りかけて食べる習慣がある（漢方薬で消化を助けるとされる山椒を掛けるのは関東で始まった風習とされる）。また、おひつの御飯に細かい蒲焼を混ぜ込んで食べることもある（ひつまぶしも参照）。福岡では焼き上げてから蒸す「せいろ蒸し」として食べることも多い。

### ウナギ代用品の模索
ウナギ蒲焼は人気が高い半面、価格は高めで、さらにウナギは絶滅が危惧されている。この為、完全養殖は勿論、ウナギに近い味・食感を楽しめる、代替蒲焼用食材の発掘・開発が進められている。
一つはナマズを使うこと。食品スーパーを展開するイオンでは、ベトナム産パンガシウス科の蒲焼を販売しているほか、2016年からは近畿大学がウナギの味に近づけて養殖技術を研究したナマズの蒲焼を取り扱っている。
また、ウナギの近縁種であるアナゴ、他にサンマなどの代用も行われている。アナゴは代用品の中では食感が最も似ているとされる。
その他ウナギ風味の蒲鉾・魚肉練り製品もあり、各メーカーが発売している。

## 言葉
おせせの蒲焼き
要らぬ世話をやく事
いらぬおせせの蒲焼きやい-滑稽本『浮世床』